# Pleroma laevicaule
Pleroma laevicaule är en tvåhjärtbladig växt som först beskrevs 1908 och sedan 1974 av John Julius Wurdack, men fick sin slutliga beskrivning 2019 av P.J.F.Guim. & Michelang. Arten ingår i släktet Pleroma och familjen Melastomataceae. Den härstammar från Brasilien och växer främst i sässongsbundet torra biom. Inga underarter finns listade i Catalogue of Life.